# Parodia nivosa
Parodia nivosa ist eine Pflanzenart aus der Gattung Parodia in der Familie der Kakteengewächse (Cactaceae). Das Artepitheton nivosa stammt aus dem Lateinischen, bedeutet ‚voller Schnee‘ und verweist auf die weiße Bedornung der Art.

## Beschreibung
Parodia nivosa wächst einzeln. Die trübgrünen kugelförmigen bis kurz zylindrischen Triebe erreichen Wuchshöhen von bis zu 15 Zentimeter und Durchmesser von 8 Zentimeter. Der Triebscheitel ist dicht weiß bewollt. Die bis zu 21 Rippen sind spiralförmig angeordnet und stark in konische Höcker untergliedert. Die auf ihnen befindlichen Areolen sind weiß. Die vier weißen Mitteldornen sind gerade und borstenartig. Sie weisen eine Länge von bis zu 2 Zentimeter auf. Die etwa 18 fein borstenartigen Randdornen sind weiß und 1,5 bis 1,8 Zentimeter lang.
Die leuchtend roten bis dunkelroten Blüten erreichen Durchmesser von 2,5 bis 3 Zentimeter und Längen von bis zu 3 Zentimeter. Ihr Perikarpell und die Blütenröhre sind mit Wolle und Borsten besetzt. Die Narben sind hellgelb. Die anfangs rosafarbenen kugelförmigen Früchte sind bei Reife grau. Sie weisen Durchmesser von 3 bis 5 Millimeter auf. Die Früchte enthalten glänzend braune (oder schwarze?) 0,5 Millimeter lange Samen, die glatt oder leicht strukturiert sind.

## Verbreitung, Systematik und Gefährdung
Parodia nivosa ist argentinischen Provinz Salta in der Quebrada del Toro und eventuell in der Provinz Jujuy in Höhenlagen von 1700 bis 2500 Metern (selten bis 3200 Meter) verbreitet.
Die Erstbeschreibung durch Curt Backeberg wurde 1934 veröffentlicht.
In der Roten Liste gefährdeter Arten der IUCN wird die Art als „Critically Endangered (CR)“, d. h. als vom Aussterben bedroht geführt.

## Nachweise